# Ugglarps mosse
Ugglarps mosse este o arie protejată (arie specială de conservare — SAC, sit de importanță comunitară — SCI) din Suedia întinsă pe o suprafață de 28,9 ha, integral pe uscat.

## Localizare
Centrul sitului Ugglarps mosse este situat la coordonatele 55°28′38″N 13°17′20″E / 55.4773°N 13.2888°E.

## Înființare
Situl Ugglarps mosse a fost declarat sit de importanță comunitară în aprilie 2004 pentru a proteja 1 specie de animale. Situl a fost protejat și ca arie specială de conservare în martie 2011.

## Biodiversitate
Situată în ecoregiunea continentală, aria protejată conține 1 habitat natural: Lacuri și iazuri distrofice naturale.
La baza desemnării sitului se află o specie protejată de  nevertebrate: libelule (Leucorrhinia pectoralis).